# Koichi Miyao
Koichi Miyao (宮尾 孝一 Miyao Koichi?), född 15 juni 1993 i Kanagawa prefektur, är en japansk fotbollsspelare.
Miyao började sin karriär 2016 i YSCC Yokohama.